# Martin Wiegel
Martin Wiegel (* 24. Oktober 1898 in Halle (Saale); † 8. Mai 1949) war ein deutscher Politiker (LDP). Er war 1947/48 Vorsitzender der LDP-Fraktion im Landtag und 1948/49 Minister in Sachsen-Anhalt.

## Leben
Wiegel besuchte das Stadtgymnasium Halle. Während des Ersten Weltkriegs musste er Kriegsdienst leisten. Nach dem Krieg war er Werkstudent in der Grube Alwine in Bruckdorf und absolvierte eine landwirtschaftliche Praxis in einem Tierzuchtbetrieb. Ein Studium der Landwirtschaft mit Staatsexamen beendete er als Diplomlandwirt. Ab 1923 war er Assistent im Tierzuchtamt Sangerhausen, ab 1928 Leiter dieses Tierzuchtamtes.
Während der Zeit des Nationalsozialismus wurde er 1938 wegen „politischer Unzuverlässigkeit“ von seiner leitenden Stelle abberufen. Im Jahr 1939 wurde er zum Wehrdienst eingezogen, 1941 wegen seiner politischen Einstellung wieder entlassen. Im November 1941 übernahm er erneut die kommissarische Verwaltung des Tierzuchtamtes Sangerhausen.
Nach dem Zweiten Weltkrieg wurde er 1945 Mitglied der Liberal-Demokratischen Partei (LDP). Er wurde Zweiter Vorsitzender der LDP-Ortsgruppe und Stadtverordnetenvorsteher in Sangerhausen sowie Mitglied des Kreistages und Zweiter Vorsitzender des LDP-Kreisverbandes Sangerhausen. Im Oktober 1946 wurde er in den Landtag Sachsen-Anhalt gewählt und war von September 1947 bis Juni 1948 LDP-Fraktionsvorsitzender. Im März 1948 wurde er auch Mitglied des 1. Volksrates der Sowjetischen Besatzungszone. Im Zuge der vom Landtag beschlossenen Erweiterung der Regierung, wurde am 28. Juni 1948 das Ministerium für Land- und Forstwirtschaft, Handel und Versorgung geteilt und Wiegel zum Minister für Handel und Versorgung in der Regierung Hübener berufen.
Wiegel starb im Alter von 50 Jahren. Er verunglückte westlich von Eisleben tödlich mit dem Auto auf der Rückfahrt von der Landesbauerntagung in Halle (Saale).